# Garwolewo
Garwolewo – wieś sołecka w Polsce położona w województwie mazowieckim, w powiecie płońskim, w gminie Czerwińsk nad Wisłą.
W latach 1954–1959 wieś należała i była siedzibą władz gromady Garwolewo, po jej zniesieniu w gromadzie Czerwińsk nad Wisłą. W latach 1975–1998 miejscowość administracyjnie należała do województwa płockiego.